# Instituut voor Nationale Sportselecties
Het Instituut voor Nationale Sportselecties (INS) is een Surinaamse overheidsinstelling die prestaties van Surinaamse sporters monitort.
Het INS werd in circa 2009 ingesteld en is een onderdeel van het directoraat Sportzaken en daarmee van het ministerie van Regionale Ontwikkeling en Sport. Het bureau kende in 2021 een herstart.
Het doel van het INS is om bij te dragen in aan de ontwikkeling van topsport in Suriname, in samenwerking met organisaties en personen, zoals door te komen met beleid en onderzoek, met niveauverbetering en door talentontwikkeling. In de praktijk levert het INS aan topsporters onder meer sporttechnische assistentie, fysiotherapie, medische onderzoeken, voedingsadvies, psychosociale begeleiding en administratieve ondersteuning.